# Blaberus giganteus

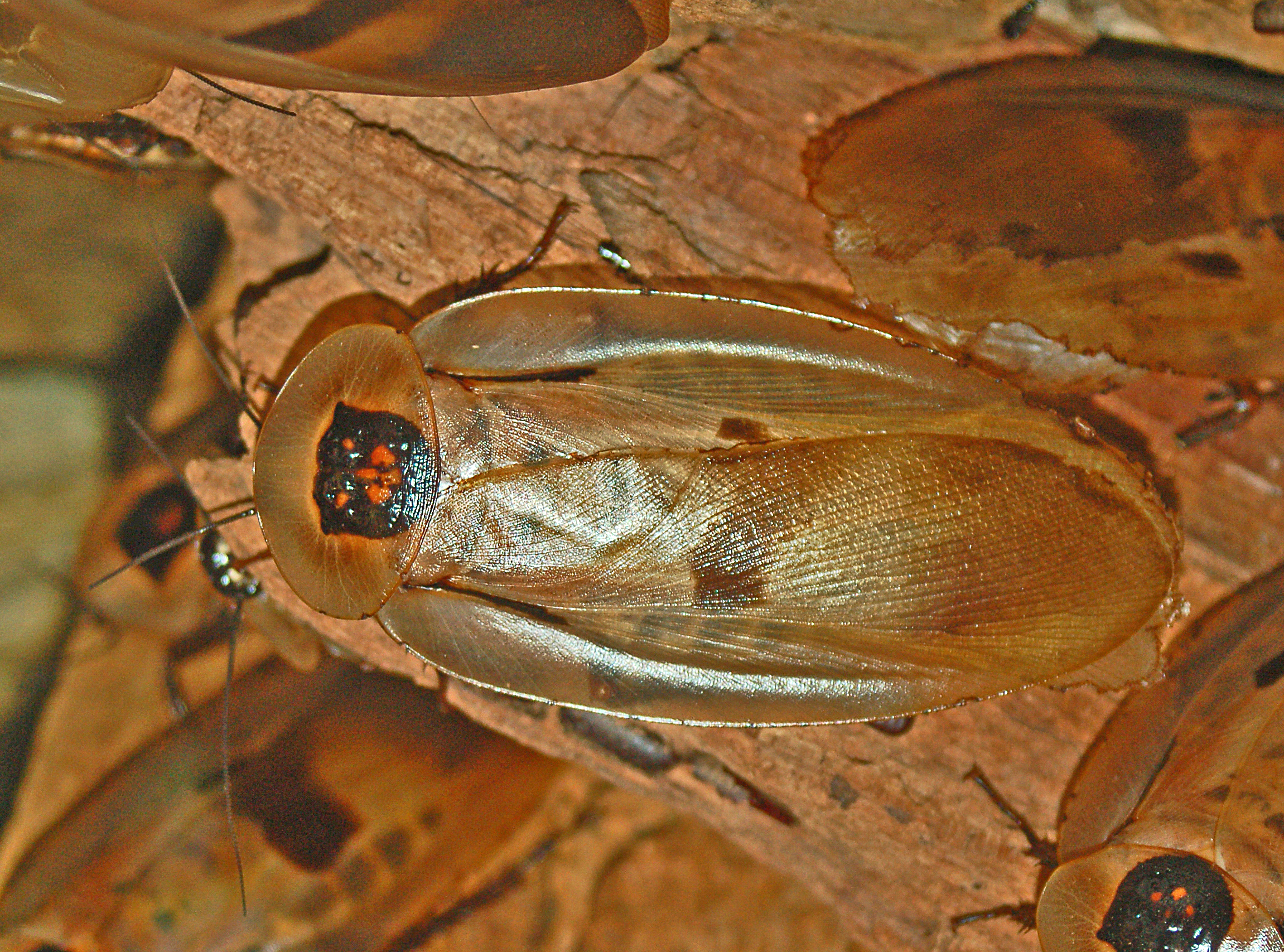
Fêmea adulta viva de Blaberus giganteus em exposição no Insectarium of Montreal (Insectário de Montreal)

Blaberus giganteus, é considerada uma das maiores baratas do mundo, com machos sendo capaz de atingir comprimentos de 7,5 cm e fêmeas de 10 cm. Estas baratas são lightly-built, com corpos achatados, permitindo-lhes se esconder de predadores em fendas. A envergadura desses insetos é geralmente 5-6 polegadas. Os machos e as fêmeas têm uns apêndices emparelhados (cercus) no último segmento abdominal, mas apenas os machos têm um par de apêndices semelhantes a pêlos minúsculos chamados estilos. Adultos têm dois pares de asas dobráveis para trás sobre o abdômen. As fêmeas mais pesadas são menos interessadas em voar. Estas baratas estão intimamente relacionadas com os primeiros insetos alados que viveram nas florestas de carvão do Carbonífero, cerca de 200 milhões de anos atrás.

## Distribuição e habitat
Esta espécie é endêmica para a América Central e norte da América do Sul, e pode ser encontrada naturalmente nas florestas tropicais. Ela pode ser encontrada no México, Guatemala, Panamá, Colômbia, Venezuela, Trinidad e Tobago, República de Trinidad, Guiana, Suriname, Guiana Francesa e Brasil. Preferências de habitat incluem áreas de alta umidade e pouca luz, como cavernas, ocos de árvores, fendas nas rochas, etc.

## Vida útil
Como é típico para todas as baratas, os indivíduos passam por metamorfose hemimetabólica, o que significa que a mudança de juvenil para adulto é gradual. Baratas crescem gradualmente por metamorfose hemimetabólica. Existem três fases distintas no seu ciclo de vida, que incluem ovo, ninfa e adulto. Somente os adultos são capazes de se reproduzir e terá asas. Fases de ninfa são prolongadas, juntamente com mudas adicionais, por vezes, podem ocorrer em B. giganteus por um número de razões. Uma hipótese é que os empurrões, ausência e estímulo mútuo que são encontrados frequentemente na vida da colônia poderia retardar o processo de desenvolvimento. Em outros casos, as temperaturas mais baixas e a redução da umidade pode levar à maturação tardia e um aumento no número de mudas. Isto é uma resposta do inseto às condições ambientais desfavoráveis e também pode ser visto como uma resposta ao predador.
Sua vida pode ser de até 20 meses, dependendo das condições de habitat e dieta.

## Dieta
Blaberus giganteus é um onívoro noturno e um limpador, mas a maioria de sua dieta é material vegetal. Outras opções de alimentos incluem guano de morcego, frutas, sementes e carniça. Ele é frequentemente associado com poleiros de morcegos, tanto em cavernas e árvores ocas.

## Reprodução

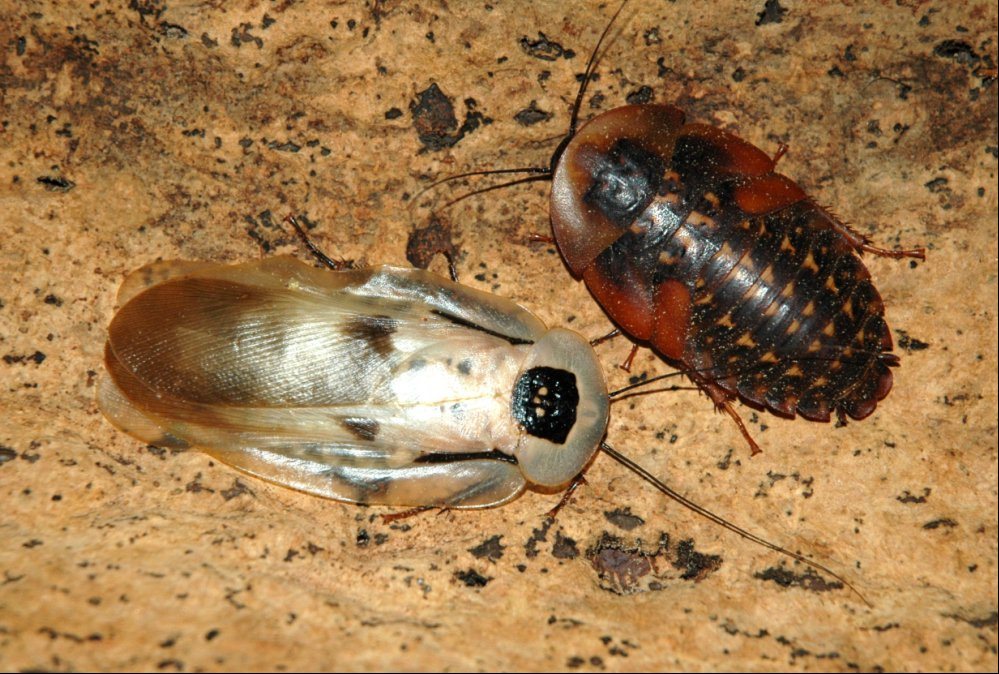
Fêmea à esquerda e Macho à direita.

Dois sinais químicos desempenham papéis importantes no comportamento sexual de B. giganteus. O feromônio sexual é liberado pela fêmea e utilizado para atração de parceiros que estão em grandes distâncias.
O macho irá produzir um hormônio sexual afrodisíaco de suas glândulas tergais que irá incentivar a montagem do sexo feminino. Fêmeas escolhem os machos com quem serão companheiras, por isso esta seleção sexual se torna uma grande pressão e força motriz por trás da evolução. A ingestão de carboidratos tem sido encontrado por ser relacionada com a expressão do feromônio sexual masculino, status de dominância, e atratividade mais do que proteínas. Os machos têm mostrado ter uma preferência por uma dieta rica em carboidratos contra uma focada em proteína. Isto poderia sugerir que eles estão aumentando ativamente o seu consumo de carboidratos para maximizar a sua aptidão reprodutiva e atratividade para potenciais companheiras do sexo feminino. Após o acasalamento, a fêmea B. giganteus estará grávida, armazena os ovos fertilizados em sua ooteca, onde são incubados por cerca de 60 dias. Quando os ovos estão prestes a eclodir, a fêmea vai expulsar a ooteca, assim as ninfas podem libertar-se e alimentam-se de sua primeira refeição, que consiste na ooteca. Depois de comer o seu preenchimento, as ninfas jovens irão se enterrar no solo ou em algum lugar escuro e permanecem lá até que eles tenham mudado inúmeras vezes e atingir a maturidade.

## Defesa contra infecção fúngica

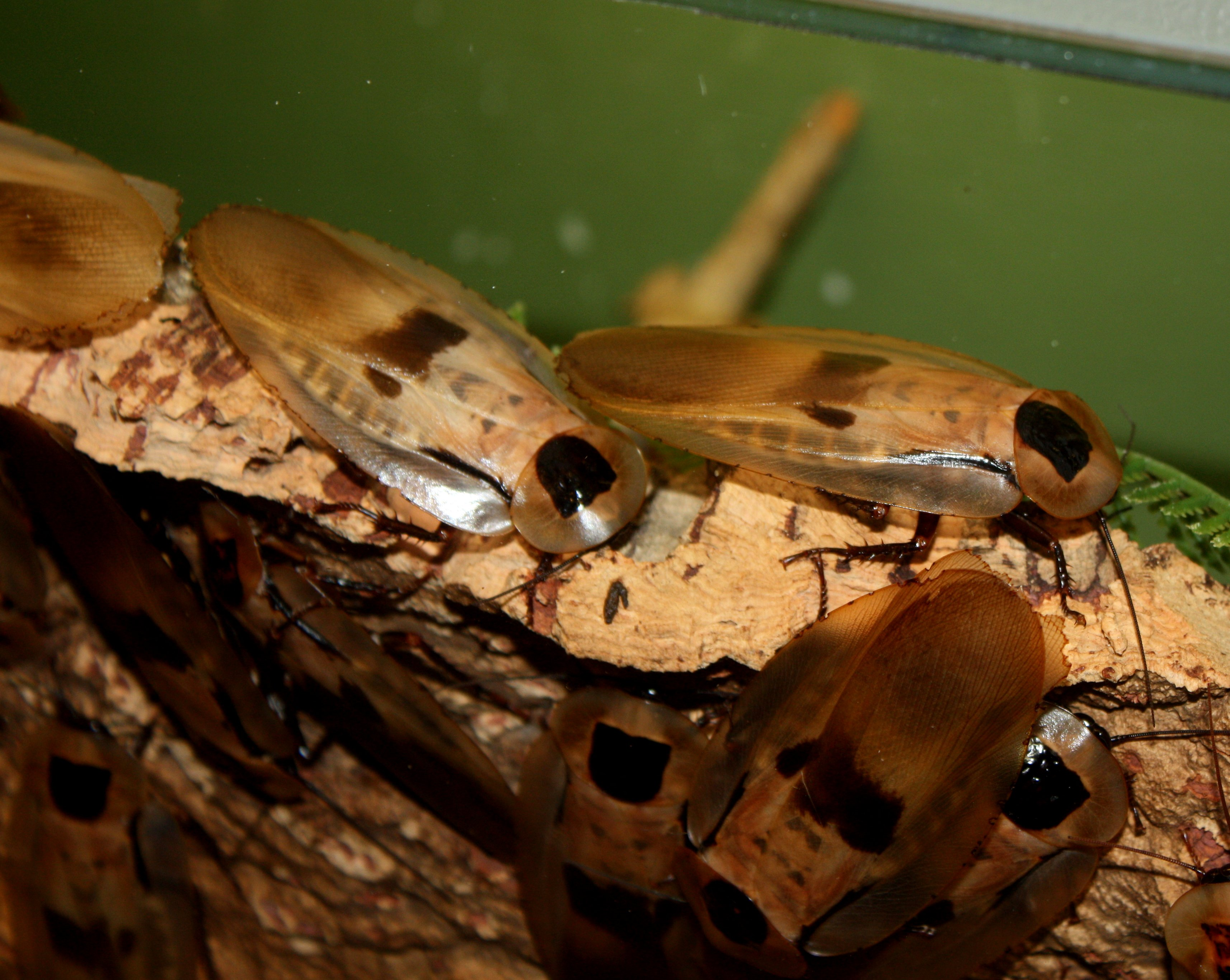
Barata Gigante Blaberus giganteus do Zoologico Cincinnati

Quando expostos à infecção ou invasão de vários microrganismos, esses insetos têm duas respostas gerais dos seus sistemas imunológicos. Em B. giganteus, tal invasão irá eliciar uma resposta humoral, em que as proteínas específicas são produzidas ou ativado pela existência de um agente patogênico. O corpo de gordura, que normalmente é associado com o armazenamento e liberação de energia em função das exigências, irá induzir várias novas proteínas quando confrontado com as paredes celulares dos fungos. De interesse é que a barata gigante exibe respostas humoral adaptativos. Isso significa que a resposta imunológica tem uma memória específica semelhante ao que pode ser encontrado em sistemas imunológicos de mamíferos. Isso é benéfico para os indivíduos de vida longa, como eles têm aumentado chances de encontrar a mesma infecção várias vezes. O significado biológico destas proteínas ainda não foi determinada, mas eles são conhecidos por desempenhar um papel na defesa contra infecções fúngicas.

## Endossimbiose
Blaberus giganteus tem uma relação especial com um gênero de endosymbiont flavobacterial obrigatório chamado Blattabacterium sp. Eles se envolvem em um relacionamento micróbio host. O trabalho do micróbio é tomar resíduos azotados, tais como ureia e amoníaco e processá-lo em ácidos aminados que podem ser utilizados pela barata. Isto é muito benéfico para a barata gigante global porque sua dieta é baseada em plantas e considerada pobre em nitrogênio. Mesmo que o consumo de carboidratos é benéfico em acasalamento, não desempenha um papel ativo no gênero masculino.

## Locomoção
Baratas sempre tem três pares de pernas em contato síncrono com o solo durante o movimento. Os três pares de pernas são classificados como a perna de liderança, perna do meio, e à direita da perna e do ataque e de fuga perna de um lado com a perna meio do outro lado vai formar um tripé. A perna líder vai puxar o corpo, enquanto que a perna de arrasto empurra a perna do meio para a frente. A perna do meio é importante porque irá agir como um pivô e cria a locomoção com característica em ziguezague. A capacidade das baratas em ter força de reação do solo distribuído igualmente a estes três pares é explicada pela minimização torque articular. Minimização torque articular foi mostrado para ajudar a limitar a mecânica, energia e demandas do metabolismo, e também pode diminuir a carga axial em um único par. Baratas podem facilmente caminhar até uma inclinação 45˚ em uma superfície lisa com pouca ou nenhuma dificuldade. No entanto, as baratas com idades avançadas ou baratas com tarsos danificado pode superar tais pistas com dificuldade.

## Metabolismo muscular e do sistema respiratório
A taxa de consumo de oxigênio em alguns animais e em insetos é proporcional ao peso corporal. O consumo de oxigênio aumenta com a atividade e estará sujeito a ciclos rítmicos de atividade nas baratas. Porque as baratas não têm pulmões para respirar, eles respiram através de pequenos orifícios nas laterais do corpo conhecido como espiráculos. Em anexo a estes tubos que ramificam em todo o corpo da barata até que eles se associam com cada célula. O oxigênio se difunde em toda a cutícula fina e dióxido de carbono se difunde para fora, e isso permite que as baratas forneça oxigênio para as células diretamente, sem depender de sangue como os humanos. Não há diferenças no consumo de oxigênio entre os sexos de um mesmo organismo. O consumo de oxigênio nos músculos mistos vermelhos e brancos dos machos adultos maduros, B. giganteus é maior quando comparado à fêmeas maduras. Isto é provavelmente devido a diferenças relacionadas com o sexo, de hormônios sexuais que causam o aumento da acumulação de substratos oxidados ou aumento da concentração de enzimas nos músculos em machos. Os machos foram mostrados a ter níveis mais altos de glicogênio e mitocôndrias em células musculares. Porque B. giganteus é tão grande, que se presume que tem uma maior taxa metabólica em comparação com outras baratas, como Periplaneta americana, mas em comparação eles são muito lentos. As taxas de consumo de oxigênio são significativamente maiores em P. americana quando comparado com B. giganteus provavelmente devido à maior atividade rítmica diária.

## Hemolinfa
Hemolinfa, o fluido é usada em alguns sistemas circulatórios de artrópodes, incluindo insetos, para encher o interior do hemocelo. Hemolinfa é composta por água, sais inorgânicos, e compostos orgânicos. Alguns dos compostos orgânicos são aminoácidos livres, e o conteúdo irá variar de acordo com as espécies, em termos de aminoácidos que estão presentes e as suas concentrações globais. Os aminoácidos presentes em B. giganteus são alanina, arginina, cisteína, ácido glutâmico, glicina, histidina, leucina, prolina, treonina, tirosina, e valina. Os aminoácidos presentes em maiores proporções eram de ácido glutâmico, alanina, glicina, e histidina. A concentração total de aminoácidos é cerca de 265 mg/100 ml de hemolinfa. A presença de alanina, cisteína, ácido glutâmico, leucina, prolina, tirosina e valina é partilhada entre diferentes espécies de baratas, tais como Blatella germanica e Periplaneta americana. A presença de arginina, no entanto, é uma espécie específica para B. giganteus.